# Douanebestemming
Een toegestane douanebestemming krijgen goederen van niet-communautaire status na binnenkomst in de Europese Unie. Doordat dit een bestemming is die toegestaan is door de douane kan de douane controle blijven uitoefenen. Deze bestemming die aan niet-communautaire goederen wordt gegeven kan voorlopig dan wel definitief zijn. In het Communautair Douanewetboek (CDW) is vastgelegd voor welke douanebestemming kan worden gekozen.
De woorden douanebestemming en douaneregeling worden niet altijd in dezelfde betekenis gebruikt. 
Er zijn (naar Nederlandse maatstaven) vijf douanebestemmingen:
- plaatsing van goederen onder een douaneregeling.
- binnenbrengen van goederen in een vrije zone of in een vrij entrepot.
- wederuitvoer van goederen uit het douanegebied van de EU.
- vernietiging van de goederen.
- afstaan van de goederen aan de schatkist.

## Plaatsing van goederen onder een douaneregeling
Plaatsing van goederen onder een douaneregeling is een bestemming die in het algemeen het meeste wordt gekozen. Er zijn diverse douaneregelingen. Voor elke douaneregeling moet altijd een douaneaangifte gedaan worden.

## Binnenbrengen van goederen in een vrije zone of in een vrij entrepot
Vrije zones of vrije entrepots zijn douanetechnisch gezien afgescheiden stukjes buitenland die zich op het grondgebied van de EU bevinden. Goederen die zich in een vrije zone of in een vrij entrepot bevinden worden geacht zich niet op het douanegebied van de EU te bevinden.

## Wederuitvoer van goederen uit het douanegebied van de EU
Wanneer niet-communautaire goederen weer buiten het douanegebied van de EU worden gevoerd is er sprake van wederuitvoer. Dit kan bijvoorbeeld het geval zijn bij goederen die zich bij binnenkomst aan boord van een zeeschip bevinden en daarna met het zeeschip de EU weer verlaten.

## Vernietiging van de goederen
Het is mogelijk om niet-communautaire goederen met toestemming van de douane te vernietigen. Blijven er bij deze vernietiging resten en afvallen achter, dan moet daarvoor een douanebestemming gekozen worden.

## Afstaan van de goederen aan de schatkist
Het afstaan van niet-communautaire goederen geschiedt overeenkomstig de nationale bepalingen. Het vernietigen of afstaan van de goederen mag voor de schatkist geen kosten meebrengen. Deze douanebestemming wordt in Nederland niet toegepast.